# 太陽野郎 (曲)
「太陽野郎」（たいようやろう）は1967年11月20日に発売された寺内タケシとバニーズの楽曲である。

## 解説
- 前作「津軽じょんがら節」の発売から僅か20日後の発売である。
- 作詞は岩谷時子、作曲はいずみたくによる。バニーズの代表曲の一つ。間奏で「ウッ、アッ…」というドラムの井上正の声が入る。オリコンチャートの最高順位は16位。50万枚[1]を売り上げた。
- 北海道の牧場を舞台とした夏木陽介主演のテレビドラマ『太陽野郎』（1967年11月18日〜1968年4月20日、日本テレビ＝東宝）の主題歌。
- B面は「ワールドボーイ」（山上路夫 作詞、いずみたく 作曲）。テレビドラマ『太陽野郎』の挿入歌。また、ナショナルより発売された曲名と同じラジオ「ワールドボーイ」のCMソングとしても有名。

## 収録曲
1. 太陽野郎
  - 作詞:岩谷時子／作曲:いずみたく
2. ワールドボーイ
  - 作詞:山上路夫／作曲:いずみたく